# Stenodyneriellus brisbanensis
Stenodyneriellus brisbanensis är en stekelart som beskrevs av Giordani Soika 1961. Stenodyneriellus brisbanensis ingår i släktet Stenodyneriellus och familjen Eumenidae. Inga underarter finns listade i Catalogue of Life.